# Бюттель (Эльба)
Бюттель (нем. Büttel) — община в Германии, в земле Шлезвиг-Гольштейн.
Входит в состав района Штайнбург. Подчиняется управлению Вильстермарш. Население составляет 39 человек (на 31 декабря 2010 года). Занимает площадь 11,08 км².